# 陳詠悠
陳詠悠（英語：Wing-Yau Venise Chan，1989年5月30日—），香港前女子網球運動員，現匹克球運動員。

## 生平
陳詠悠中學就讀瑪利諾修院學校，2011年於美國華盛頓大學企業與市場學學士畢業，2014年於英國劍橋大學哲學碩士畢業，其後於倫敦從事金融工作。

## 球員生涯
網球
陳詠悠2002年參與網球錦標賽，2014年退役。
匹克球
- 2020年參與匹克球國際賽事[2]。
- 主辦首個在香港舉辦的國際匹克球賽事——「香港匹克球公開賽2020 The Hong Kong Open Pickleball Championships 2020」[3][4]
- 2021年9月獲香港匹克球公開賽女子雙打比賽(隊友：李思雅)[5]。

## 網球排名
- 單打最高排名：340（2012年10月15號）
- 雙打最高排名：516（2013年4月15號）

## 其他
- ViuTV運動員背後第52集嘉賓 (2024年4月24日)

## 外部連結
- Venise Chan | WTA Tennis （页面存档备份，存于）
- ,   [2024-10-09], （原始内容存档于2018-04-27） （英语）
- ,   [2024-10-09], （原始内容存档于2018-04-27） （英语）
- ,   [2024-12-25], （原始内容存档于2022-10-01）
- 陳詠悠的Instagram帳戶
- Venise Chen YouTube